# Les Alpes de lumière
 (mai 2025).
Les Alpes de lumière est une revue semestrielle d'ethnologie, qui s'intéresse à l'histoire et au patrimoine local de la Haute-Provence, sous tous ses aspects. Fondée en 1954 par Pierre Martel, elle compte plus de 170 numéros.

## Démarche
La revue Les Alpes de lumière constitue une « encyclopédie » de la Haute-Provence (d'Avignon jusqu'aux sources de la Durance, en passant par le mont Ventoux, la montagne de Lure, le massif du Luberon, les plateaux de Valensole ou Albion, le pays de Forcalquier, etc.). Elle publie un grand nombre de travaux d'auteurs dans le domaine de l'ethnologie, de l'histoire et du patrimoine local pour mieux comprendre ce territoire et ses habitants.

## Histoire

### Création
La revue Les Alpes de lumière a été créée en 1954 par Pierre Martel, en même temps que le mouvement du même nom. Sa forme primitive est celle d'un bulletin de liaison entre les adhérents et l'association. Elle devient vite le lien où « du savant au berger » se donnait à voir et à lire le Pays de Haute-Provence. La revue a toujours accompagné les initiatives en matière d’éducation populaire et d’animation rurale.

### Évolution
La revue Les Alpes de lumière a rapidement pris la forme de petits ouvrages qui font référence dans le milieu de la publication régionale. Pierre Martel, principal rédacteur jusqu'aux années 1980, se rapproche dès 1955 des gens du livre réunis chaque année à Lurs autour de Maximilien Vox (Rencontres internationales de Lure). Les rédacteurs suivants, Pierre Coste et Emmanuel Jeantet, conservent des liens proches avec les métiers du livre et de l'imprimerie. L'association Les Alpes de lumière rassemble plus de deux mille adhérents dans les années 1960. Au début des années 2000,elle compte près d'un millier d'abonnés à ses publications. Depuis sa création jusqu'à 2021, la revue a été publiée par l'association Les Alpes de Lumière. Le fonds est cédé aux éditions Equinoxe en décembre 2021.

## Rédaction
- Principaux rédacteurs : Pierre Martel (1954-1984), Pierre Coste (1984-2008), Claude Martel (2008-)
- Direction de la publication : Pierre Martel, Guy Barruol, Jean-Claude Bouvier, Claude Martel…
- Quelques auteurs publiés : Magali Amir, Guy Barruol, Aimée Castain, Marie Chrisostome-Gouriou, Pierre Coste, Albert Cotte, Claire Frédéric, Nerte Fustier-Dautier, Pierre Lieutaghi, Pierre Magnan, Irène Magnaudeix, Claude Martel, Pierre Martel, Danielle Musset, André de Réparaz, Gisèle Roche-Galopini, Jean-Yves Royer…